# Coșeiu, Sălaj
Coșeiu (în maghiară Kusaly) este satul de reședință al comunei cu același nume din județul Sălaj, Transilvania, România. 18 km de orașul Zalău.

## Istoric
Prima atestare documentară este din 1299, când este menționat în documentele vremii, cu numele de Kusaly, ca fiind oppidum, adică târg de importanță locală. 
Alte informații despre localitate le aflăm în sec. al XV-lea, când familia nobiliară Jakcs de Coșeiu întemeiază, în 2 etape - 1420 și 1480 - o mănăstire franciscană minorită (actuala biserică reformată în stil gotic). Complexul avea biserică, clopotniță, cimitir și chilii, chiar dacă numărul fraților minoriți nu depășea 3-4 persoane. Mănăstirea se înscrie în curentul de extindere și înflorire a culturii catolice în Transilvania și este realizată sub patronajul episcopului Dionisius de Oradea. S-a păstrat până azi documentul fondării mănăstirii - bula papală, prin care papa Nicolae al V-lea le dă voie franciscanilor din Bosnia să se instaleze în mănăstirea fondată de Janos (comitele secuilor), Laszlo Jakcs (voievodul Transilvaniei), Dionisius Jakcs (episcop catolic de Oradea) și Mihaly Jakcs. Biserica era sub jurisdicția mănăstirii franciscane din Baia Mare și purta hramul Fecioarei Maria. Viața monahală a încetat o dată cu răspândirea reformei, prin 1550.

## Monumente
- Biserica reformată din Coșeiu

## Imagini

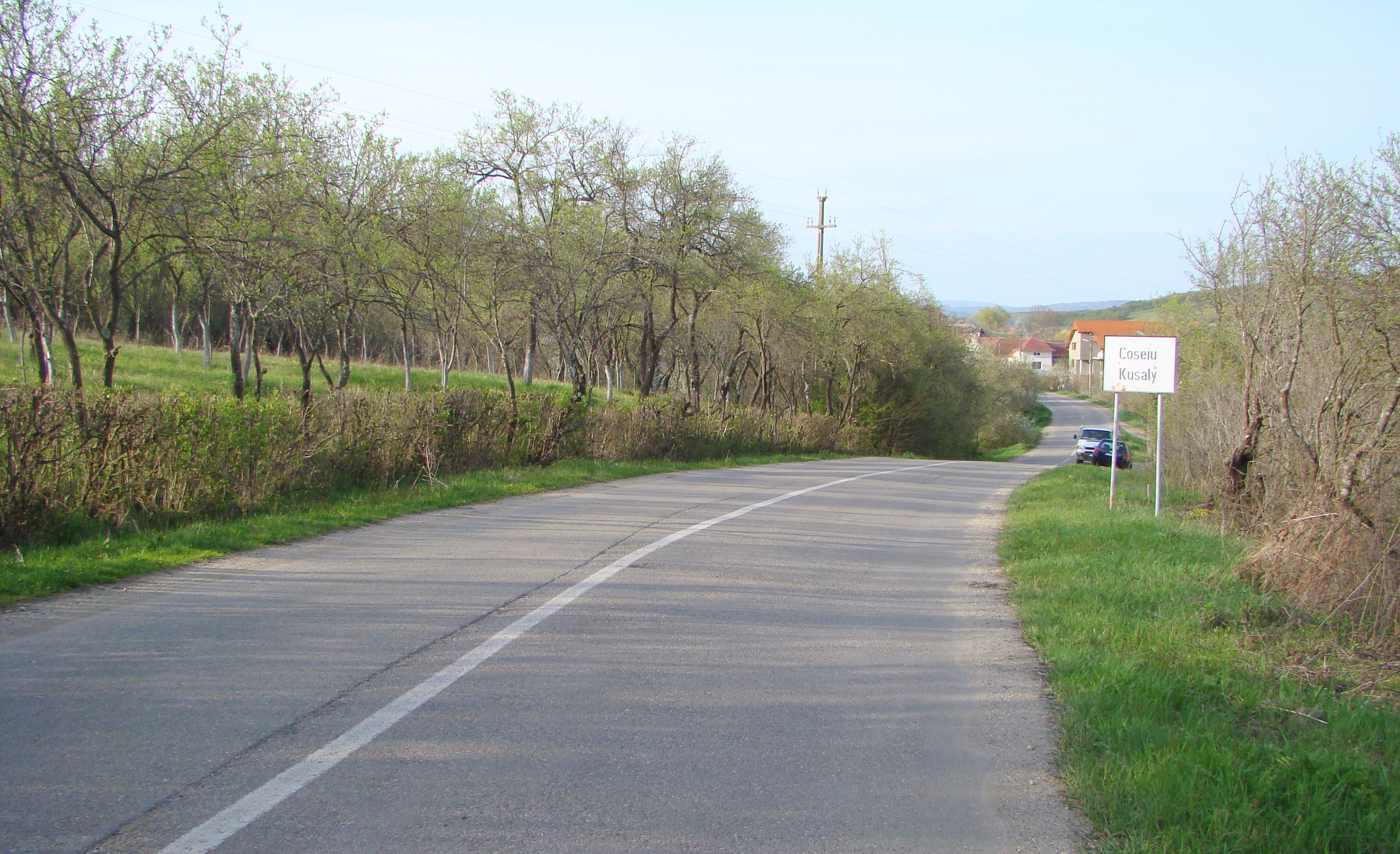
Intrarea în localitate
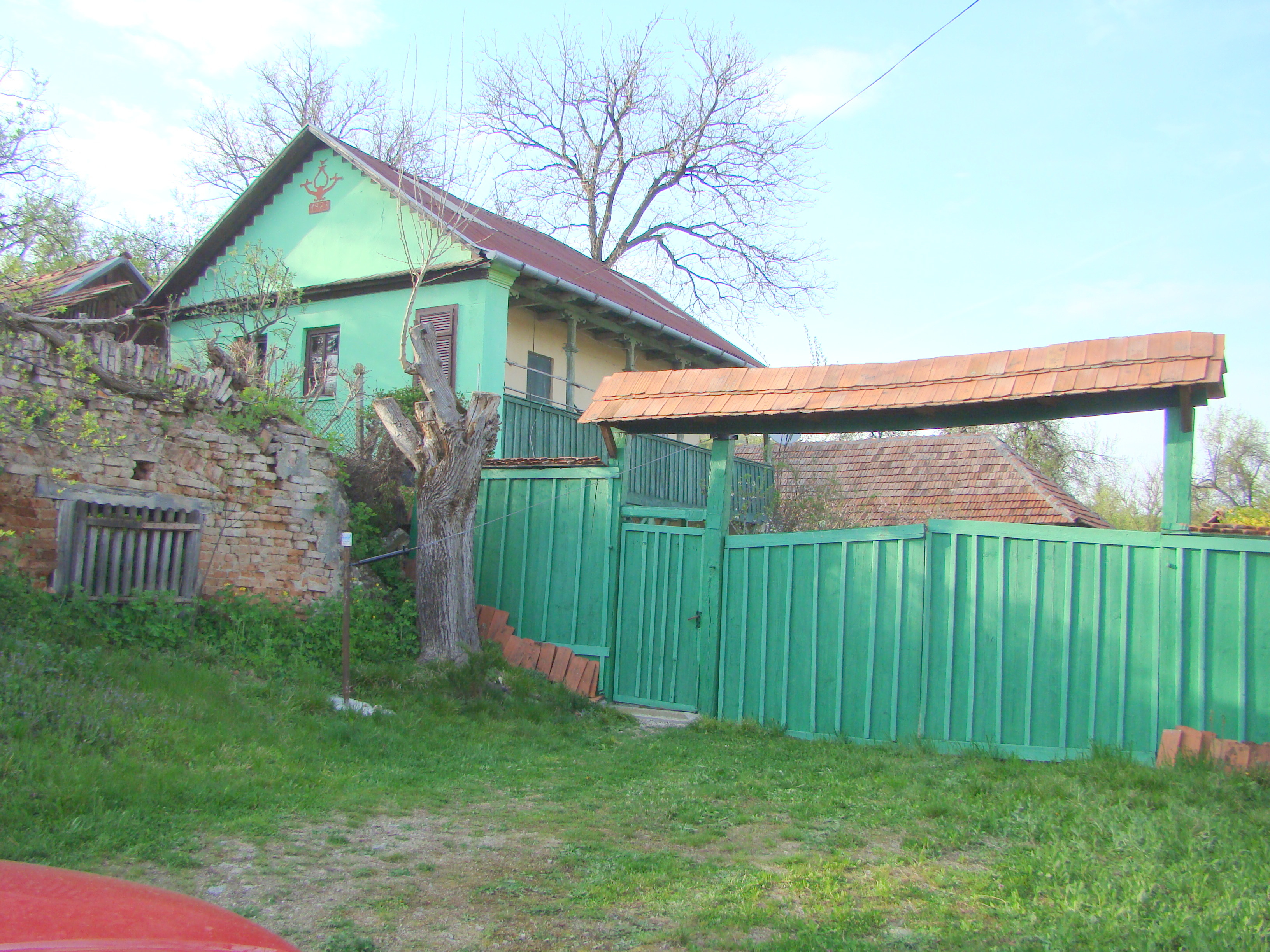
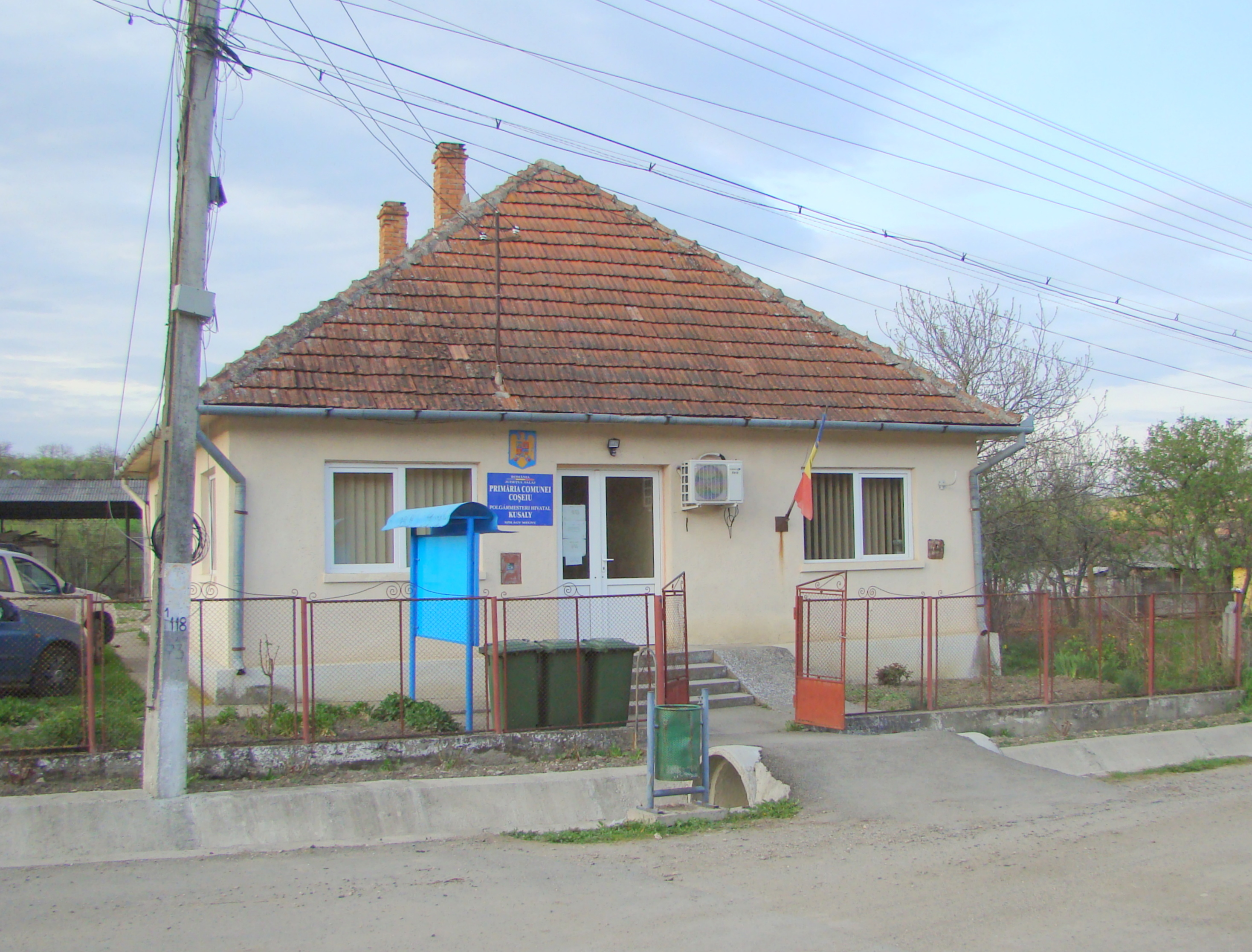
Primăria comunei Coșeiu
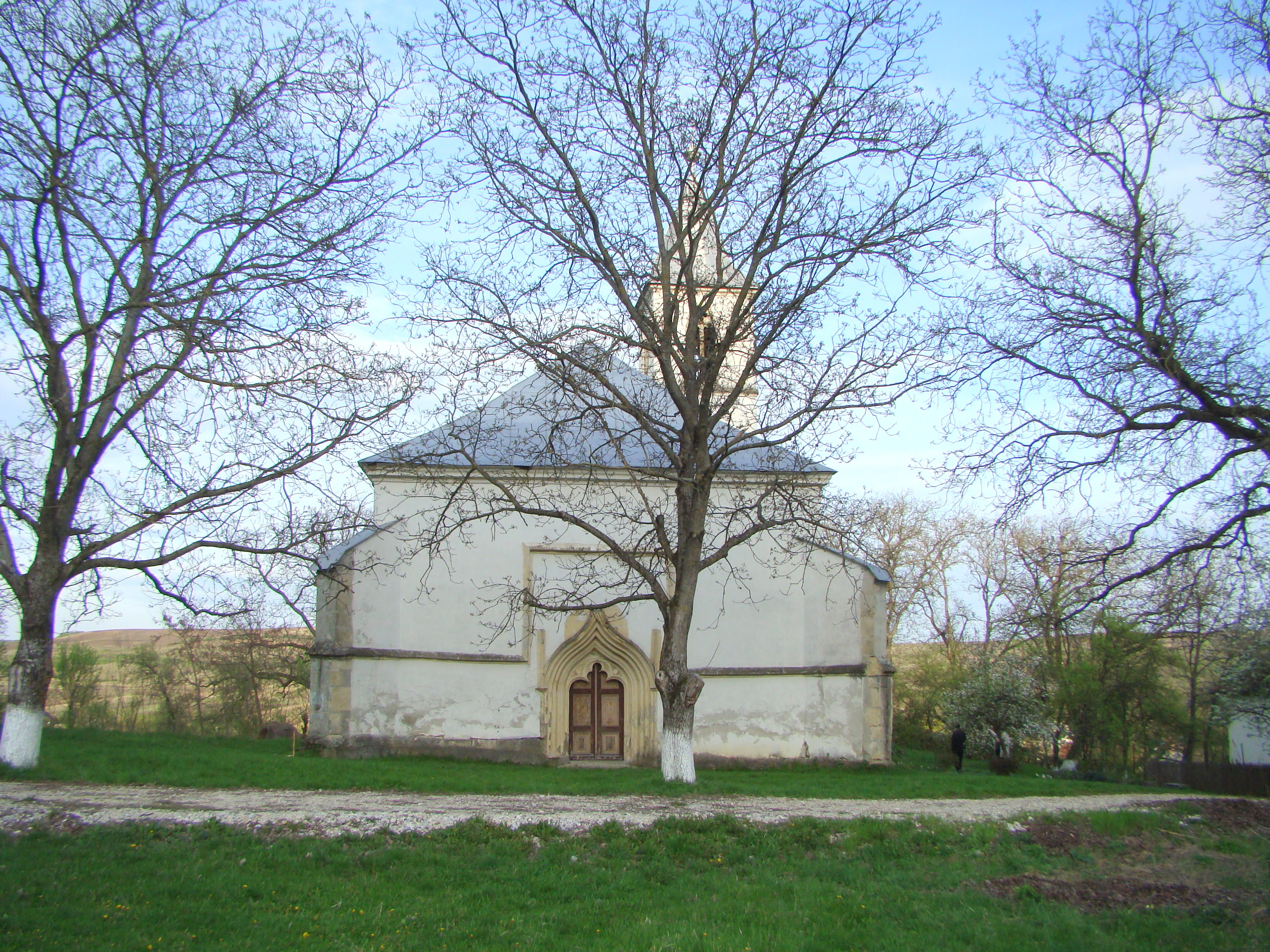
Biserica reformată, fosta mănăstire franciscană
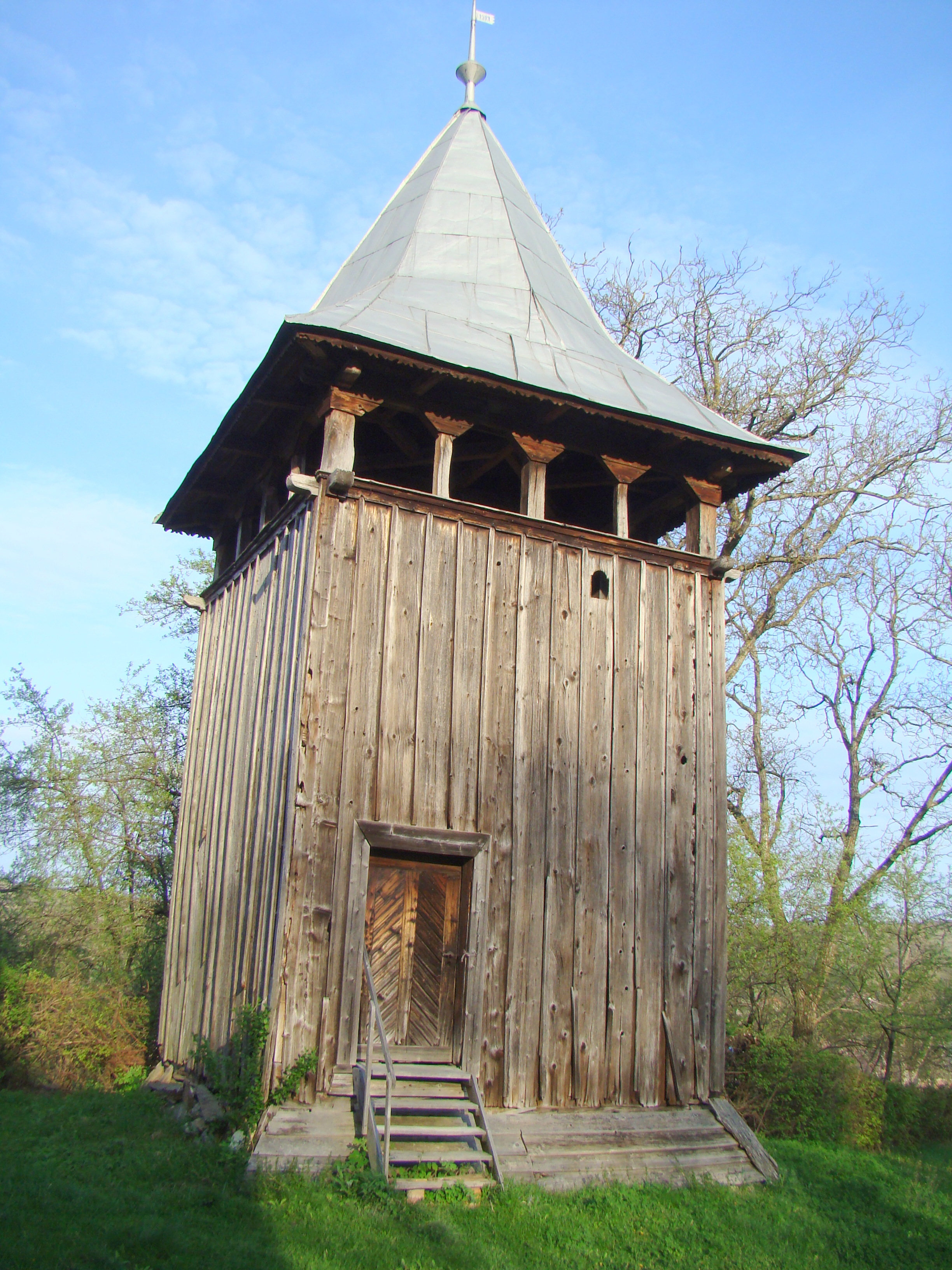
Clopotnița de lemn a bisericii reformate (monument istoric)
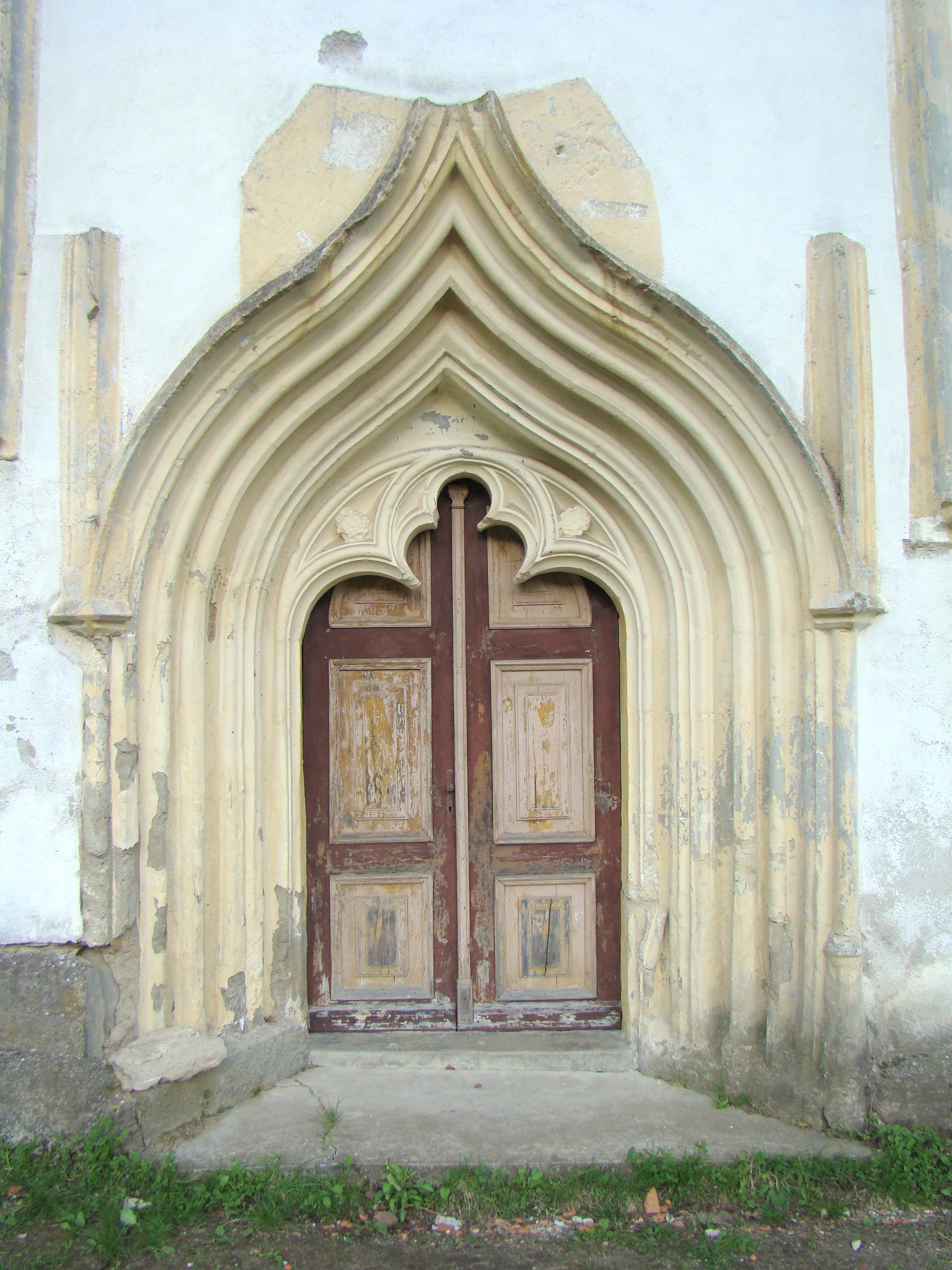
Portalul gotic în arc frânt